# Campeonato Mundial de Pentatlón Moderno de 2016
El LVI Campeonato Mundial de Pentatlón Moderno se celebró en Moscú (Rusia) entre el 23 y el 29 de mayo de 2016 bajo la organización de la Unión Internacional de Pentatlón Moderno (UIPM) y la Federación Rusa de Pentatlón Moderno.
Las competiciones se realizaron en las instalaciones del Estadio Olimpiski de la capital rusa.

## Concurso masculino

### Individual
| Puesto | Atleta          | País          | ESG | NAT | HÍP | COM | Total |
| ------ | --------------- | ------------- | --- | --- | --- | --- | ----- |
| Oro    | Valentin Belaud | Francia       | 238 | 317 | 300 | 645 | 1514  |
| Plata  | Alexandr Lesun  | Rusia         | 250 | 319 | 299 | 642 | 1510  |
| Bronce | Jung Jin-Hwa    | Corea del Sur | 250 | 340 | 300 | 614 | 1504  |

### Equipos
| Puesto | País    | ESG | NAT  | HÍP | COM  | Total |
| ------ | ------- | --- | ---- | --- | ---- | ----- |
| Oro    | Egipto  | 746 | 1018 | 852 | 1857 | 4473  |
| Plata  | Rusia   | 768 | 662  | 592 | 1278 | 3300  |
| Bronce | Francia | 447 | 640  | 600 | 1309 | 2996  |

### Relevos
| Puesto | Atletas                           | País          | ESG | NAT | HÍP | COM | Total |
| ------ | --------------------------------- | ------------- | --- | --- | --- | --- | ----- |
| Oro    | Hwang Woo-Jin Jun Woong-Tae       | Corea del Sur | 266 | 371 | 279 | 647 | 1563  |
| Plata  | Ilia Frolov Oleg Naumov           | Rusia         | 218 | 358 | 300 | 674 | 1550  |
| Bronce | Alexandre Henrard Pierre Dejardin | Francia       | 213 | 351 | 286 | 674 | 1524  |

## Concurso femenino

### Individual
| Puesto | Atleta          | País     | ESG | NAT | HÍP | COM | Total |
| ------ | --------------- | -------- | --- | --- | --- | --- | ----- |
| Oro    | Sarolta Kovács  | Hungría  | 228 | 310 | 300 | 548 | 1386  |
| Plata  | Élodie Clouvel  | Francia  | 196 | 321 | 297 | 560 | 1374  |
| Bronce | Lena Schöneborn | Alemania | 250 | 281 | 265 | 577 | 1373  |

### Equipos
| Puesto | País     | ESG | NAT | HÍP | COM  | Total |
| ------ | -------- | --- | --- | --- | ---- | ----- |
| Oro    | Hungría  | 643 | 893 | 884 | 1660 | 4080  |
| Plata  | China    | 666 | 856 | 885 | 1668 | 4075  |
| Bronce | Alemania | 632 | 856 | 851 | 1703 | 4042  |

### Relevos
| Puesto | Atletas                            | País        | ESG | NAT | HÍP | COM | Total |
| ------ | ---------------------------------- | ----------- | --- | --- | --- | --- | ----- |
| Oro    | Lena Schöneborn Annika Schleu      | Alemania    | 202 | 322 | 300 | 595 | 1419  |
| Plata  | Joanna Muir Samantha Murray        | Reino Unido | 204 | 328 | 300 | 577 | 1409  |
| Bronce | Katsiaryna Arol Iryna Prasiantsova | Bielorrusia | 215 | 308 | 279 | 306 | 1405  |

## Relevo mixto
| Puesto | Atletas                             | País        | ESG | NAT | HÍP | COM | Total |
| ------ | ----------------------------------- | ----------- | --- | --- | --- | --- | ----- |
| Oro    | Alexandr Lesun Donata Rimšaitė      | Rusia       | 242 | 336 | 300 | 631 | 1509  |
| Plata  | Han Jiahao Zhang Xiaonan            | China       | 225 | 348 | 293 | 622 | 1488  |
| Bronce | Ilia Palazkov Anastasiya Prokopenko | Bielorrusia | 197 | 330 | 300 | 647 | 1474  |

## Medallero
| Núm. | País          | Oro | Plata | Bronce | Total |
| ---- | ------------- | --- | ----- | ------ | ----- |
| 1    | Hungría       | 2   | 0     | 0      | 2     |
| 2    | Rusia         | 1   | 3     | 0      | 4     |
| 3    | Francia       | 1   | 1     | 2      | 4     |
| 4    | Alemania      | 1   | 0     | 2      | 3     |
| 5    | Corea del Sur | 1   | 0     | 1      | 2     |
| 6    | Egipto        | 1   | 0     | 0      | 1     |
| 7    | China         | 0   | 2     | 0      | 2     |
| 7    | Reino Unido   | 0   | 1     | 0      | 1     |
| 9    | Bielorrusia   | 0   | 0     | 2      | 2     |
|      | TOTAL         | 7   | 7     | 7      | 21    |